# Løpsmarka
Løpsmarka este o localitate din comuna Bodø, provincia Nordland, Norvegia, cu o suprafață de 0,65 km² și o populație de 2.223 locuitori (2013).